# McLain Ward
McLain Ward (* 17. Oktober 1975 in Brewster, New York) ist ein US-amerikanischer Springreiter.

## Werdegang
Ward wurde im Jahr 1975 in Brewster im US-amerikanischen Ostküstenstaat New York geboren.
Er feierte bereits früh erste Erfolge als Springreiter. Im Jahre 1990 gewann er im Alter von 14 Jahren sowohl das USET (United States Equestrian Team Foundation) Medaillenfinale als auch das USET Talent-Derby. Damit war er der jüngste Reiter, der beide Titel gewann. In den nächsten Jahren folgten weitere Erfolge. Nach seinem Wechsel in den Grand-Prix-Springreitsport wurde er im Jahr 2002 als „Rider of Year“ der American Grand Prix Association ausgezeichnet. In diesem Jahr gewann er auch die US-amerikanische Meisterschaft der Springreiter.
Ward gilt zudem als der Reiter, der im jüngsten Alter die Marke von 1.000.000 US-$ Preisgeld überschritt.
Nach mehreren Weltcupfinalteilnahmen folgte im Jahr 2004 auch seine erste Teilnahme an einem internationalen Championat. Mit Sapphire nahm er als Teil der US-amerikanischen Mannschaft an den Olympischen Spielen in Athen teil. Hier erreichte die US-Mannschaft nach der Disqualifikation des Paares Ludger Beerbaum/Goldfever die Goldmedaille. Diesen Erfolg wiederholte die Mannschaft, erneut unter Beteiligung von Ward und Sapphire bei den Olympischen Spielen 2008 in Peking / Hongkong. Zwei Jahre zuvor gewann Ward mit Sapphire als Teil der US-Mannschaft bei den Weltreiterspielen in Aachen die Mannschaft-Silbermedaille. Im Jahr 2009 wurden Ward und Sapphire zudem Zweite im Weltcupfinale der Springreiter.
Seine zwei herausragende Erfolge in Großen Preisen sind die Siege in den jeweils mit 1.000.000 $ dotierten Großen Preisen von Spruce Meadows 2009 und Saugerties 2010, beide mit Sapphire. Beim Weltcupfinale 2013 kam er mit Super Trooper de Ness auf den fünften Rang.
Seinen ersten Einzeltitel bei einem internationalen Championat bekam er 2015, als er mit Rothchild Einzelgold bei den Panamerikanischen Spielen 2015 in Toronto gewann. Mit der Mannschaft kam er hier zudem auf den Bronzerang.
Im Folgejahr gehörte er bei den Olympischen Spielen 2016 mit Azur zur US-amerikanischen Mannschaft, die die Silbermedaille gewann, in der Einzelwertung wurde er Neunter. Beim Weltcupfinale 2017 in Omaha war Ward ebenso mit Azur am Start. Mit vier fehlerfreien Runden und dem (Mit-)Sieg in allen drei Teilprüfungen dominiert er das Turnier und gewann erstmals das Weltcupfinale. In der nach dem Weltcupfinale veröffentlichten April-Weltrangliste gelang McLain Ward der Sprung auf den ersten Platz.
Bei Wards vierter Teilnahme an Weltreiterspielen, 2018 in Tryon, verpasste er in der Einzelwertung mit der Stute Clinta knapp eine Einzelmedaille. Mit der Mannschaft gewann er dort zum ersten Mal bei Weltmeisterschaften die Goldmedaille.
2024 gewann er bei den Olympischen Spielen in Paris gewann er mit der amerikanischen Equipe die Silbermedaille.

## Familiärer Hintergrund
McLain Ward ist der Sohn des ehemaligen, ebenfalls für die Vereinigten Staaten von Amerika startenden Springreiters und Pferdehändlers Barney Ward. Dieser wurde als Beteiligter am „Pferdemörder-Skandal“ bekannt (siehe auch unter „Weblinks“). Barney Ward verbüßte eine fast dreijährige Gefängnisstrafe, da er, um Versicherungsgelder zu kassieren, mindestens vier Pferden die Beine gebrochen oder deren Tod arrangiert haben soll. Zudem wurde über ihn ein lebenslanges Betretungsverbot für Reitturniere in den Vereinigten Staaten verhängt.

## Disqualifikationen und Sperren
Erstmals im Jahr 1998 geriet McLain Ward in Konflikt mit dem Internationalen Pferdesportverband FEI. Beim Weltcupfinale 1998 in Göteborg entzog er sich der Gamaschenkontrolle und behauptete anschließend, sein Pferd hätte keine Gamaschen getragen. Obwohl dies per Videobeweis widerlegt wurde, wurde er hierfür nicht bestraft.
Etwas mehr als ein Jahr später, am zweiten Turniertag des CHIO Aachen 1999 wurde er nach der Gamaschenkontrolle disqualifiziert. Bei der Kontrolle von Bennetton, dem Pferd von McLain Ward, fielen den zuständigen Chefsteward spitze Plastikteilchen beim Abnehmen der Gamaschen in die Hände. Diese waren in die Gamaschen der Vorderbeine gewickelt und hatten damit eine Wirkung, die mit dem Blistern vergleichbar ist. Ward bestritt, hiervon gewusst zu haben und unterzog sowohl sich als auch seine Pflegerin einem Lügendetektortest. Trotzdem wurde er von der FEI für acht Monate gesperrt. Der Veranstalter des CHIOs verhängte zudem über McLain Ward ein lebenslanges Startverbot, welches jedoch im Jahr 2004 nach mehrmaliger Entschuldigung Wards aufgehoben wurde.
Erneut kam er Anfang 2010 in die Schlagzeilen. Beim Weltcupfinale 2010 in Genf lag er mit Sapphire nach zwei von drei Teilprüfungen in Führung. Zwischen den ersten beiden Teilprüfungen wurde Sapphire als eines der Pferde ausgewählt, die sich einem Doping- und Thermografietest unterziehen mussten. Hierbei wurde von drei FEI-Tierärzten festgestellt, dass Sapphire am linken Vorderbein überempfindlich reagierte und vermutlich Schmerzen empfand. Nach der Beteiligung der Turnierrichter, die erst nach der zweiten Teilprüfung erfolgen konnte, wurde Sapphire als nicht fit befunden und vom weiteren Wettkampf ausgeschlossen. Zudem wurde Sapphire nachträglich von der zweiten Teilprüfung disqualifiziert. Ward selbst wurde jedoch nicht disqualifiziert, da keine Hinweise für ein Fehlverhalten des Reiters vorlagen – was auch nach Auswertung der Dopingproben so blieb. Er sah sich als „billiges Opfer“ (Ward: „Ich weiß, ich habe eine persönliche und familiäre Geschichte“) und versuchte, die anderen Reiter zu einem Boykott des weiteren Turnierverlaufs zu überzeugen, was nicht gelang. Aus Protest ritt er im Großen Preis des Rahmenprogramms nur über die ersten drei Sprünge des Parcours. Nachdem der Reiter ankündigte, den Rechtsweg zu beschreiten, überprüfte die FEI nochmals die Entscheidung. Hierbei wurde beschlossen, dass die rückwirkende Disqualifikation der zweiten Teilprüfung nicht zulässig war. Ward wurden infolge das Preisgeld und die Weltranglistenpunkte aus dieser Prüfung wieder zugesprochen. Die Disqualifikation von Sapphire bezüglich der dritten Teilprüfung des Weltcupfinales blieb jedoch bestehen. Der Reiter sah infolge dieser Entscheidung von einer Klage ab.

## Erfolgreiche Turnierpferde
aktuelle:
- First Lady (* 2013), braune OS-Stute, Vater: Don Diarado, Muttervater: Lordanos
- High Star Hero (* 2013), brauner SBS-Hengst, Vater: Zazu, Muttervater: Darco
- Princess Dalou H (* 2015), BWP-Fuchsstute, Vater: Vigo d'Arsouilles, Muttervater: Baloubet du Rouet
- Snapchat van de Broekkant Z (* 2016), dunkelbrauner Zangersheider Hengst, Vater: Scendix, Muttervater: Concorde
- Callas (* 2008), dunkelbraune Holsteiner Stute, Vater: Casall, Muttervater: Coriano
- Imperial HBF (* 2013), brauner KWPN-Wallach, Vater: VDL Glasgow van't Merelsnest, Muttervater: Original VDL

ehemalige:
- Goldika 559 (* 1992), braune Holsteiner Stute, Vater: Cor de la Bryère, Muttervater: Lagos, bis 2003 von Toni Haßmann geritten, Ende 2010 aus dem Sport verabschiedet[11][12][13][14]
- Larioso (* 1995, ursprünglicher Name: Luriosos for ever), brauner SBS-Hengst, Vater: Souviens Toi III, Muttervater: Almie, seit September 2008 von Meagan Nusz geritten[15][16]
- Phillipa (* 1998), SWB-Fuchsstute, Vater: Electro, Muttervater: Stanford, seit Mitte 2010 von Meagan Nusz geritten[17][16]
- Sapphire (* 1995; † 2014, ursprünglicher Name: Safari van't Merelsnest), BWP-Fuchsstute, Vater: Darco, Muttervater: Hedjaz[18], Mitte Mai 2012 aus dem Sport verabschiedet
- Antares F (* 2000), Württemberger Schimmelwallach, Vater: Araconit, Muttervater: Cento, beim Bundeschampionat 2006 von Thomas Voß geritten, bis Anfang 2010 von Seth Vallhonrat geritten, 2010 teilweise von André Thieme geritten, ab 2014 bis 2015 von Beat Mändli geritten[19][16]
- Rothchild (* 2001), SBS-Fuchswallach, Vater: Artos, Muttervater: Elegant de L'Ile[20], zuletzt im Juli 2017 im internationalen Sport eingesetzt
- HH Azur (* 2006), braune SBS-Stute, Vater: Thunder van de Zuuthoeve, Muttervater: Sir Lui; 2013 von Pedro Nolasco geritten, 2014 von Diego Perez Bilbao geritten[21], zuletzt im Juli 2023 im internationalen Sport eingesetzt
- Contagious (* 2009), Zweibrücker Fuchswallach, Vater: Contagio Z, Muttervater: For Keeps, geht im Juni 2025 in den Ruhestand
- VDL Ilex (* 2013), brauner KWPN-Wallach, Vater: Baltic VDL, Muttervater: Chin Chin, seit Juni 2025 von Marlon Modolo Zanotelli geritten[22]

## Erfolge

### Championate und Weltcup
- Olympische Sommerspiele:[23]
  - 2004, Athen: mit Sapphire 1. Rang mit der Mannschaft und 27. Rang im Einzel
  - 2008, Hongkong: mit Sapphire 1. Rang mit der Mannschaft und 5. Rang im Einzel
  - 2012, London: mit Antares F 6. Rang mit der Mannschaft und 29. Rang im Einzel
  - 2016, Rio de Janeiro: mit Azur 2. Rang mit der Mannschaft und 9. Rang im Einzel
  - 2024, Paris: mit Ilex 2. Rang mit der Mannschaft
- Weltmeisterschaften:
  - 2006, Aachen: mit Sapphire 2. Rang mit der Mannschaft und 7. Rang im Einzel
  - 2010, Lexington: mit Sapphire 10. Rang mit der Mannschaft und 7. Rang im Einzel
  - 2014, Caen: mit Rothchild 3. Rang mit der Mannschaft und 5. Rang im Einzel
  - 2018, Tryon: mit Clinta 1. Rang mit der Mannschaft und 4. Rang im Einzel
- Panamerikanische Spiele:
  - 2011, Guadalajara: mit Antares F 1. Rang mit der Mannschaft und 4. Rang im Einzel[24][25]
  - 2015, Toronto: mit Rothchild 3. Rang mit der Mannschaft und 1. Rang im Einzel
- Weltcupfinale (ab 2002):
  - 2002, Leipzig: 4. Platz mit Viktor
  - 2003, Las Vegas: 23. Platz mit Viktor und Onyx
  - 2004, Mailand: 38. Platz mit Goldika
  - 2005, Las Vegas: 16. Platz mit Sapphire
  - 2007, Las Vegas: 8. Platz mit Sapphire
  - 2009, Las Vegas: 2. Platz mit Sapphire
  - 2010, Le Grand-Saconnex bei Genf: 30. Platz mit Sapphire (siehe Abschnitt „Disqualifikationen und Sperren“)
  - 2011, Leipzig: 10. Platz mit Rothchild und Antares F
  - 2013, Göteborg: 5. Platz mit Super Trooper de Ness
  - 2014, Lyon: 9. Platz mit Carlos Z und Rothchild
  - 2015, Las Vegas: 20. Platz mit Rothchild
  - 2017, Omaha: 1. Platz mit Azur
- US-amerikanische Meisterschaft (unvollständige Liste)[1]:
  - 2002, Gladstone, New Jersey: 1. Platz mit Viktor
  - 2004, Del Mar, Kalifornien: 2. Platz mit Sapphire

### Weitere Erfolge (ab Ende 2004)
- 2004: 1. Platz im Weltcupspringen von Washington D.C. (CSI-W) mit Goldika
- 2006: 3. Platz in Großen Preis eines CSI 3* in Wellington FL mit Sapphire, 2. Platz im Großen Preis von Charlotte N.C. (CSI 4*) mit Goldika, 3. Platz im Großen Preis von La Baule (CSIO 5*) mit Sapphire, 2. Platz im Großen Preis von Lake Placid N.Y. (CSI 3*) mit Sapphire, 2. Platz im Weltcupspringen von Upper Marlboro (CSI-W) mit Goldika, 1. Platz im Weltcupspringen von Toronto (CSI 4*-W) mit Goldika, 2. Platz im November-Weltcupspringen von Wellington FL (CSI-W) mit Sapphire sowie mit der US-amerikanischen Mannschaft 2. Platz in den Nationenpreisen von La Baule und Aachen (beide CSIO 5*) mit Sapphire
- 2007: 1. Platz im Februar-Weltcupspringen von Wellington FL (CSI-W) mit Sapphire, 1. Platz im Großen Preis des CSI 5* Wellington FL (GCT-Wertungsprüfung) mit Sapphire, 2. Platz im Großen Preis von Tampa FL (CSI 4*) mit Sapphire, 1. Platz im Großen Preis von Charlotte N.C. (CSI 4*) mit Larioso, 2. Platz im Großen Preis von Lake Placid N.Y. (CSI 3*) mit Larioso, 2. Platz im Weltcupspringen von Harrisburg PA (CSI 3*-W) mit Larioso, 1. Platz im Weltcupspringen von Syracuse N.Y. (CSI 4*-W) mit Phillipa, 1. Platz im Dezember-Weltcupspringen von Wellington FL (CSI-W) mit Phillipa
- 2008: 1. Platz im Großen Preis von Tampa (CSI 3*) mit Sapphire, 3. Platz im Weltcupspringen von Chagrin Falls OH (CSI 3*-W) mit Phillipa, 1. Platz im Weltcupspringen von Washington D.C. (CSI 3*-W) mit Sapphire sowie mit der US-amerikanischen Mannschaft 1. Platz im Nationenpreis von Wellington FL (CSIO 5*) mit Sapphire
- 2009: 2. Platz im Weltcupspringen von Thermal FL (CSI 2*-W) mit Phillipa, 1. Platz im Großen Preis des CSIO 4* Wellington FL mit Sapphire, 1. Platz im März-Weltcupspringen von Wellington FL (CSI 4*-W) mit Sapphire, 1. Platz im Großen Preis des CSI 5* Wellington FL mit Sapphire, 1. Platz im Weltcupspringen von Bridgehampton N.Y. (CSI 4*-W) mit Sapphire, 1. Platz im Großen Preis des CSIO 5* Spruce Meadows mit Sapphire sowie mit der US-amerikanischen Mannschaft 2. Platz im Nationenpreis von Rotterdam (CSIO 5*) mit Sapphire
- 2010: 1. Platz im Weltcupspringen von Thermal FL (CSI 2*-W) mit Phillipa, 1. Platz im Großen Preis des CSI 5* Wellington FL mit Sapphire, 1. Platz im Großen Preis von La Baule (CSIO 5*) mit Sapphire, 1. Platz im Großen Preis von Rom (CSIO 5*) mit Sapphire, 1. Platz im Großen Preis von Dublin (CSIO 5*) mit Antares F, 1. Platz im Weltcupspringen von Bridgehampton N.Y. (CSI 4*-W) mit Sapphire, 1. Platz im Weltcupspringen von Saugerties N.Y. (CSI 2*-W) mit Rothchild, 1. Platz im 1.000.000 US-$-Großen Preis von Saugerties N.Y. mit Sapphire, 1. Platz im Weltcupspringen von Washington D.C. (CSI 3*-W) mit Sapphire, 1. Platz im Großen Preis von Genf (CSI 5*-W) mit Antares F sowie mit der US-amerikanischen Mannschaft 2. Platz im Nationenpreis von La Baule (CSIO 5*) mit Sapphire
- 2011:
  - Große Preise: 3. Platz in Leipzig (CSI 3*) mit Rothchild, 1. Platz in Spruce Meadows (CSI 5*) mit Antares F, 3. Platz im 1.000.000 US-$-Grand Prix in Saugerties NY mit Antares F, 1. Platz in New Albany OH (CSI 2*) mit Pjotter van de Zonnehoeve
  - Weltcupspringen: 2. Platz im Februar-Weltcupspringen von Wellington FL (CSI 3*-W) mit Antares F, 1. Platz in Bridgehampton NY (CSI 4*-W) mit Antares F, 1. Platz in Lexington KY (CSI 2*-W) mit Pjotter van de Zonnehoeve
  - Nationenpreise: 1. Platz im Nationenpreis von Wellington FL (CSIO 4*) mit Sapphire
- 2012:
  - Große Preise: 1. Platz in Devon PA (CSI 3*) mit Antares F, 1. Platz in New Albany OH (CSI 2*) mit Pjotter van de Zonnehoeve, 1. Platz im 1.000.000 US-$-Grand Prix in Saugerties mit Antares F
  - Weltcupspringen: 3. Platz in North Salem NY (CSI 4*-W) mit Antares F, 1. Platz in Lexington KY (CSI 4*-W) mit Antares F
- 2013:
  - Große Preise: 1. Platz in Tampa (CSI 3*) mit Rothchild, 2. Platz in Calgary-Spruce Meadows (CSI 5*) mit Wannahave
  - Weltcupspringen: 1. Platz in Toronto (CSI 4*-W) mit Rothchild
  - Nationenpreise: 2. Platz in Calgary-Spruce Meadows (CSIO 5*-W) mit Rothchild, 2. Platz in Hickstead (CSIO 5*) mit Rothchild, 3. Platz in Dublin (CSIO 5*) mit Rothchild, 1. Platz in der Trostprüfung des Nationenpreisfinals (CSIO 5*) mit Rothchild
- 2014:
  - Große Preise: 1. Platz in Antwerpen (CSI 5*) mit Rothchild, 1. Platz in Calgary-Spruce Meadows (CSIO 5*) mit Rothchild
  - Weltcupspringen: 1. Platz in Washington DC (CSI 4*-W) mit Carlos Z, 1. Platz in Lexington KY (CSI 4*-W) mit Rothchild, 1. Platz in Toronto (CSI 4*-W) mit Rothchild
  - Nationenpreise: 3. Platz in Wellington FL (CSIO 5*) mit Rothchild, 1. Platz in Hickstead (CSIO 5*) mit Rothchild, 2. Platz in Calgary-Spruce Meadows (CSIO 5* 'Masters') mit Rothchild, 1. Platz in der Trostprüfung des Nationenpreisfinals (CSIO 5*) mit Rothchild
- 2015:
  - Große Preise: 1. Platz in Wellington FL (CSI 5*) mit Carlos Z, 2. Platz im 1.000.000 US-$-Grand Prix in Thermal mit Rothchild, 2. Platz im 1.000.000 US-$-Grand Prix in Ocala mit Rothchild, 1. Platz in Calgary-Spruce Meadows (CSI 5* 'Continental') mit Rothchild, 1. Platz in Calgary-Spruce Meadows (CSI 5* 'North American') mit Azur, 3. Platz in Calgary-Spruce Meadows (CSI 5* 'Pan American') mit Rothchild, 3. Platz im 1.000.000 US-$-Grand Prix in Saugerties (CSI 5*) mit Rothchild
  - Nationenpreise: 1. Platz in Wellington FL (CSIO 4*) mit Carlos Z
  - Weltcupspringen: 1. Platz in Toronto (CSI 4*-W) mit Azur
- 2016:
  - Große Preise: 1. Platz in einem CSI 5* (13. Februar) in Wellington FL mit Rothchild, 1. Platz in einem CSI 5* (27. Februar) in Wellington FL mit Azur, 1. Platz im 1.000.000 US-$-Grand Prix in Thermal mit Rothchild, 2. Platz in einem CSI 5* (2. April) in Wellington FL mit Azur, 2. Platz in Miami Beach (CSI 5*) mit Azur, 1. Platz in einem CSI 2* in North Salem NY mit Carlos Z, 1. und 3. Platz in einem CSI 3* in North Salem NY mit Tina La Boheme und Rothchild, 1. Platz in Rom (CSIO 5*) mit Azur, 3. Platz in Devon PA (CSI 4*) mit Rothchild, 3. Platz in Rotterdam (CSIO 5*) mit Azur, 1. Platz in New Albany OH (CSI 2*) mit Tina La Boheme
  - Nationenpreise: 1. Platz in Ocala (CSIO 4*) mit Rothchild, 2. Platz in Rom (CSIO 5*) mit Azur, 2. Platz in Aachen (CSIO 5*) mit Rothchild
  - Weltcupspringen: 1. Platz in Toronto (CSI 4*-W) mit Azur
- 2017:
  - Große Preise: 1. Platz in einem CSI 5* (25. Februar) in Wellington FL mit Azur, 2. Platz in einem CSI 5* (25. März) in Wellington FL mit Rothchild

(Stand: 8. April 2017)